# Oro di Dongo
La locuzione "oro di Dongo" (o "tesoro di Dongo") nella storiografia si riferisce comunemente a tutti i beni in possesso di Benito Mussolini, Claretta Petacci e dei gerarchi quando furono catturati, la mattina del 27 aprile 1945, appena fuori dall'abitato di Musso; tali valori furono in gran parte sequestrati dal distaccamento "Puecher" della 52ª Brigata Garibaldi "Luigi Clerici" che aveva effettuato l'operazione e poi presi in consegna da vari esponenti del Corpo volontari della libertà o del PCI. L'utilizzo successivo di tali valori non è mai stato completamente chiarito.

## Valori sequestrati a Mussolini e ai gerarchi
Verso le ore 16 del 27 aprile 1945, nella piazza di Dongo, durante l'ispezione della colonna tedesca fermata poche ore prima a Musso, dai partigiani della "Luigi Clerici", Mussolini viene riconosciuto e preso in consegna dal vicecommissario di brigata Urbano Lazzaro "Bill" che lo accompagna nella sede comunale, dove gli viene sequestrata la borsa di cui è in possesso. 
Questa borsa a quattro scomparti, oltre a quattro cartelle piene di documenti riservatissimi, contiene un milionesettecentomila lire in assegni (Lit. 2.469.675.000 circa, 1.275.481 € odierni, attualizzati confrontando il costo del Corriere della Sera nel 1945 a quello di marzo 2022) e centosessanta sterline d'oro (19.200 £ odierne circa, ovvero 23.040 € odierni, se attualizzati confrontando il costo del quotidiano Evening Standard nel 1945 a quello medio -0,50 p.- fra tre principali quotidiani londinesi a marzo 2022, considerato anche che la Sterlina era divisa in 240 pennies nel 1945, e in 100 dal 1971; oppure, e più aderente al valore reale, 64.960 € odierni, se stimate al valore del 2022 di una sterlina d'oro Giorgio V, conio del 1932). Subito dopo, il capo di stato maggiore della brigata, Luigi Canali, nome di battaglia “Capitano Neri”, ordina di radunare in municipio i bagagli dei ministri al seguito di Mussolini, nonché le valigie trovate sull'Alfa Romeo del prefetto Luigi Gatti, già segretario del duce, che risulteranno piene d'oro, gioielli e valuta. Il bottino di guerra è affidato dal Canali in custodia, con ordine scritto, alla partigiana Giuseppina Tuissi "Gianna", sua compagna, che è altresì incaricata di curare la raccolta dei valori ancora in possesso dei gerarchi rimasti sul luogo della cattura.
Tali valori furono inventariati il 28 aprile 1945, dalla Tuissi e dall'impiegata comunale Bianca Bosisio, ma sia l'originale sia la copia andranno "perduti". I testi interrogati dalla magistratura tra il 1946 e il 1947, dichiareranno genericamente che era stato raccolto un notevole quantitativo di moneta cartacea ed aurea, italiana e straniera e un buon numero di oggetti di pregio, tra i quali i gioielli di Claretta Petacci.
Nel tardo pomeriggio del 28 aprile, il “Capitano Neri”', firmò un ordine di consegna temporaneo di tutti i beni recuperati e inventariati dalla Tuissi, alla federazione comunista di Como, di cui era responsabile Dante Gorreri.

## Gli omicidi del capitano Neri e dellaGianna
Il 7 maggio, tuttavia, il “Capitano Neri” scomparve misteriosamente e il suo corpo non sarà più ritrovato. Il 22 giugno successivo, la "Gianna", dopo essere stata diffidata dall'intraprendere ricerche sulla fine del suo compagno, nonché minacciata dal segretario del PCI di Como Dante Gorreri e da Pietro Vergani, comandante delle formazioni garibaldine della Lombardia, è anch'ella uccisa e gettata nel Lago di Como nei pressi di Cernobbio. Anche il suo corpo non sarà più ritrovato.

## Valori contenuti in cinque valigie rimaste su un autocarro tedesco
Sull'autocarro tedesco dove era stato riconosciuto e poi arrestato Mussolini erano rimaste cinque valigie del bagaglio personale del dittatore, contenenti banconote e lingotti d'oro. Dopo essere stato consentito loro di partire, i militari tedeschi si fermarono per la notte sulla riva del lago, presso il fiume Mera e provvidero a bruciare gran parte delle banconote e a gettare nel fiume l'oro contenuto nelle valigie. Il giorno dopo, un pescatore rinvenne nel fiume 35,880 chilogrammi d'oro, che consegnò all'interprete della 52ª Brigata Alois Hoffman, di nazionalità svizzera. Si trattava di una grande quantità di fedi nuziali, offerte alla patria in occasione della guerra d'Etiopia, oltre ad altro oro sequestrato agli ebrei deportati. Ad Hoffman, in seguito,  furono anche recapitati, da parte dei tedeschi, 33.020.000 di lire in banconote che non erano state bruciate nella notte tra il 27 e il 28 aprile. Detta somma fu consegnata dall'Hoffman al comandante della 52ª Brigata Garibaldi Pier Luigi Bellini delle Stelle e al vicecommissario Urbano Lazzaro che ne disposero il deposito presso la Cassa di Risparmio di Domaso. Il 1º maggio 1945, detti valori furono ritirati dalla banca per ragioni di prudenza e affidati al commissario politico della 52ª Brigata, Michele Moretti, perché li consegnasse al comando del CVL di Milano, dedotta la somma di L. 3.020.000 per far fronte ai bisogni urgenti della brigata. A questo punto, di tali valori, si persero le tracce.
Nel novembre del 1945, a seguito di un mandato di cattura spiccato nei suoi confronti, Moretti espatriò a Lubiana, in Jugoslavia, ove rimase fino al giugno del 1946. Al rientro in patria, rimase nascosto fino all'assoluzione in fase istruttoria delle accuse a suo carico (maggio 1947). Nel frattempo, infatti, l'Ufficio Stralcio del Comando delle Brigate Garibaldi, nella persona di Alberto Mario Cavallotti, all'epoca deputato del PCI alla Costituente, con lettera 17 aprile 1947, aveva dichiarato al tribunale militare che i valori in questione erano stati consegnati al comandante partigiano Pietro Vergani e che erano stati impiegati per far fronte ai bisogni delle Brigate Garibaldi (mantenimento, smobilitazione, assistenza). Pochi giorni dopo, lo stesso Vergani confermava quanto sopra, precisando l'ammontare dei valori consegnati ai comandi garibaldini in lire 1.300.000, franchi svizzeri 75.000, pesetas 10.000, sterline 90, due orologi d'oro, una matita d'argento, una sveglia da viaggio, oltre a indumenti che furono distribuiti agli indigenti.

## Omicidio De Agazio
Nella vicenda dell'oro di Dongo fu coinvolto anche il giornalista Franco De Agazio, ucciso il 14 marzo 1947, in un'azione rivendicata pubblicamente dalla cosiddetta Volante Rossa. De Agazio era considerato colpevole di aver militato nella RSI e di aver condotto indagini che mettevano in dubbio la versione ufficiale della vicenda dell'oro, sul Meridiano d'Italia, il giornale di cui era direttore.

## Il processo
Il 12 dicembre 1949 Dante Gorreri fu rinviato a giudizio in qualità di mandante dell'omicidio del “Capitano Neri” e con l'accusa di peculato per aver preso in consegna il cosiddetto “oro di Dongo” e averlo successivamente fatto sparire; insieme a lui furono incriminati: Pietro Vergani, per aver organizzato l'uccisione del Canali e in qualità di mandante degli omicidii della Tuissi e di Anna Maria Bianchi, sua amica e confidente; Domenico Gambaruto quale esecutore materiale dell'uccisione del “Capitano Neri”; Maurizio Bernasconi "Mirko", per l'uccisione della "Gianna"; Natale Negri ed Ennio Pasquali per quello della Bianchi. Gorreri, arrestato, restò in carcere quattro anni; nel 1953 fu eletto deputato nelle liste del PCI e, avvalendosi dell'immunità parlamentare, poté essere scarcerato.
Il 29 aprile 1957, presso la Corte d'assise di Padova si aprì il processo per la sparizione dell'oro di Dongo e i delitti collegati. Fu ascoltato Pier Luigi Bellini delle Stelle, comandante del distaccamento "Puecher" della 52ª Brigata Garibaldi "Luigi Clerici", che dichiarò di essere estraneo alla vicenda dell'oro, avendo rivestito soltanto compiti militari. Fu anche ascoltato Enrico Mattei, responsabile amministrativo di tutte le formazioni partigiane durante la Resistenza, il quale affermò che "il bottino delle azioni di guerra apparteneva alle formazioni che lo catturavano e poteva essere messo a disposizione dei comandi". Fu sentito anche Luigi Longo, vicesegretario del PCI e, all'epoca, vicecomandante del Corpo volontari della libertà. L'esponente comunista affermò di non ritenere "esatto che al partito comunista siano arrivati dei valori; essi giunsero invece a un comando garibaldino autorizzato a disporre per i suoi reparti delle prede belliche". Ciò era vero per quanto riguarda i valori recuperati dall'interprete Alois Hoffman e poi pervenuti al comando del CVL di Milano, ma non per i beni inventariati a Dongo il 27 aprile 1945 da Giuseppina Tuissi e Bianca Bosisio, che furono consegnati alla federazione del partito, come da ordine emesso da Luigi Canali il 28 aprile, controfirmato dai partigiani Michele Moretti e Urbano Lazzaro.
Il 24 luglio successivo, uno dei giurati fu ricoverato in ospedale e il processo venne rinviato al 5 agosto. Tra le due date, il giurato ricoverato si suicidò in ospedale e il processo venne rinviato a nuovo ruolo. Non sarà più ripreso. Nel frattempo scattò il meccanismo della prescrizione, assicurando il proscioglimento da tutte le accuse a Gorreri, Vergani e a tutti gli altri imputati.

## L'ammontare e l'utilizzo dell'oro secondo Massimo Caprara
Massimo Caprara, per anni segretario personale di Palmiro Togliatti, sostenne che la parte del tesoro preso in consegna da Dante Gorreri fu da quest'ultimo fatta pervenire a Renato Cigarini, una delle eminenze grigie della finanza del PCI degli anni cinquanta, responsabile dell'approvvigionamento, del trasferimento e del deposito delle risorse economiche del partito. L'ammontare complessivo dei valori acquisiti da Cigarini sarebbe stato calcolato in 189,657 milioni di lire del 1949 (ca. 3.5 milioni di euro al 2023).
Cigarini avrebbe personalmente depositato i valori ricevuti in alcune banche svizzere, in conti protetti e riservati del PCI. Successivamente, il tesoro sarebbe stato utilizzato per acquistare, dalla famiglia di costruttori romani Marchini il palazzo di Via delle Botteghe Oscure, in Roma – che poi sarebbe divenuta la sede nazionale del partito – e per l'acquisto di macchine tipografiche per l'Unità di Milano.